# Kościół Ofiarowania Pańskiego w Warszawie
Kościół Ofiarowania Pańskiego w Warszawie – rzymskokatolicka świątynia parafialna znajdująca się w Warszawie w dzielnicy Ursynów, przy ul. Stryjeńskich 21. Wznosi się na koronie skarpy kabackiej u zbiegu z ul. Belgradzką. Jest świątynią parafii Ofiarowania Pańskiego.

## Historia
Budowę świątyni rozpoczęto w 1993. 24 października 1994 kard. Józef Glemp wmurował kamień węgielny. Konsekracja kościoła nastąpiła 1 czerwca 2003. Projektantem kościoła był architekt Krzysztof Kasperski. 

## Architektura i wnętrze
Świątynia jest trzynawowa, z dominującą nawą główną, do której przylega apsyda, dwie kaplice, zakrystia i dzwonnica. Styl budowli nawiązuje do architektury romańskiej.

### Organy
Organy wybudował Dariusz Zych w 2021 roku. Instrument został umieszczony w dwóch symetrycznych względem siebie szafach, rozlokowanych po obu stronach empory.

### Dzwony
Na wieży wiszą cztery dzwony odlane w 1996 roku, w Ludwisarni Felczyńskich, w Taciszowie. Noszą imiona: Jezu ufam Tobie, Ofiarowanie, Prymas Polski i Maryja. Ważą ok. 100, 250, 500 i 950 kg.